# Kanton Dinard
Dinard is een voormalig kanton van het Franse departement Ille-et-Vilaine. Het kanton maakte deel uit van het arrondissement Saint-Malo. Het werd opgeheven bij decreet van 18 februari 2014 met uitwerking op 22 maart 2015.

## Gemeenten
Het kanton Dinard omvatte de volgende gemeenten:
- Dinard (hoofdplaats)
- Le Minihic-sur-Rance
- Pleurtuit
- La Richardais
- Saint-Briac-sur-Mer
- Saint-Lunaire